# Claus Omann Jensen
Claus Omann Jensen (født 27. april 1970) er en dansk politiker og iværksætter, som fra 2014-2017 var borgmester i Randers Kommune, valgt for Venstre.
Claus Omann Jensen blev valgt med 7677 personlige stemmer, hvilket var dobbelt så mange stemmer som forrige borgmester opnåede.